# 폴 골드슈미트
폴 에드워드 골드슈미트(영어: Paul Edward Goldschmidt, 1987년 9월 10일~)는 미국의 야구 선수로 현재 메이저 리그의 팀인 세인트루이스 카디널스 소속 주전 1루수로 활동하고 있다.

## 어린 시절
1987년 9월 10일 델라웨어주 윌밍턴에서 태어났다. 아버지인 데이비드는 유대계 미국인이며 어머니인 킴은 가톨릭 신자로 뉴욕주의 로체스터 공과대학교 재학 중에 만나 연인으로 발전했다. 또한 증조부모인 폴 골드슈미트와 일세 골드슈미트, 할아버지인 어니는 홀로코스트가 일어나기 전인 1938년에 나치 독일을 탈출하여 미국으로 이주했다.  
골드슈미트 일가는 소유한 바닥재 회사 운영을 위해 윌밍턴을 떠나 텍사스주의 댈러스와 휴스턴으로 이사했으며 두 남동생과 함께 어머니의 영향으로 가톨릭 신자로 성장했다. 또한 휴스턴으로 이사를 간 골드슈미트는 그레이터휴스턴 지역에 위치한 더우들랜즈에서 어린 시절을 보냈고 이러한 배경으로 인해 야구 구단인 휴스턴 애스트로스 팬으로 성장했다. 더우들랜즈 고등학교 재학 시절 학교 야구 팀에서 3루수로 뛰었고 2006년 텍사스주 야구 선수권 대회에서 우승했다.
고등학교 졸업 후에는 대학 야구를 위해 텍사스 주립 대학교로 진학했다. 텍사스 주립대의 야구팀인 텍사스 밥캐츠 소속으로 활동한 그는 2008년과 2009년 사우스랜드 콘퍼런스 올해의 타자, 2009년 사우스랜드 올해의 선수로 선정되었다.

## 국가대표팀 경력
골드슈미트는 2017년 월드 베이스볼 클래식에 참가하는 미국 대표팀에 발탁되어 에릭 호스머와 함께 1루수로 활동했다. 미국팀은 이 대회에서 우승을 차지했다. 이후 2023년 월드 베이스볼 클래식에 다시 미국 국가대표로 참가하여 팀의 준우승에 공헌했다.

## 수상
- 내셔널 리그 1루수 포지션 골드글러브 (2013, 2015, 2017, 2021)
- 내셔널 리그 1루수 포지션 실버슬러거 (2013, 2015, 2017, 2018, 2022)
- 내셔널 리그 행크 에런 상 (2013)
- 내셔널 리그 MVP (2022)

## 통계

### 연도별 타격 성적
| 연 도  | 소 속  | 경 기 | 타 석 | 타 수 | 득 점 | 안 타 | 2 루 타 | 3 루 타 | 홈 런 | 루 타 | 타 점 | 도 루 | 도 루 자 | 희 생 번 | 희 생 플 | 볼 넷 | 고 4 | 사 구 | 삼 진 | 병 살 타 | 타 율 | 출 루 율 | 장 타 율 | O P S |
| ------ | ------ | ----- | ----- | ----- | ----- | ----- | ------- | ------- | ----- | ----- | ----- | ----- | -------- | -------- | -------- | ----- | ---- | ----- | ----- | -------- | ----- | -------- | -------- | ----- |
| 2011년 | ARI    | 48    | 177   | 156   | 28    | 39    | 9       | 1       | 8     | 74    | 26    | 4     | 0        | 0        | 1        | 20    | 0    | 0     | 53    | 4        | .250  | .333     | .474     | .808  |
| 2012년 | ARI    | 145   | 587   | 514   | 82    | 147   | 43      | 1       | 20    | 252   | 82    | 18    | 3        | 0        | 9        | 60    | 4    | 4     | 130   | 9        | .286  | .359     | .490     | .850  |
| 2013년 | ARI    | 160   | 710   | 602   | 103   | 182   | 36      | 3       | 36    | 332   | 125   | 15    | 7        | 0        | 5        | 99    | 19   | 3     | 145   | 25       | .302  | .401     | .551     | .952  |
| 2014년 | ARI    | 109   | 479   | 406   | 75    | 122   | 39      | 1       | 19    | 220   | 69    | 9     | 3        | 0        | 3        | 64    | 10   | 2     | 110   | 10       | .300  | .396     | .542     | .938  |
| 2015년 | ARI    | 159   | 695   | 567   | 103   | 182   | 38      | 2       | 33    | 323   | 110   | 21    | 5        | 0        | 7        | 118   | 29   | 2     | 151   | 16       | .321  | .435     | .570     | 1.005 |
| 2016년 | ARI    | 158   | 705   | 579   | 106   | 172   | 33      | 3       | 24    | 283   | 95    | 32    | 5        | 0        | 8        | 110   | 15   | 7     | 150   | 14       | .297  | .411     | .489     | .899  |
| 2017년 | ARI    | 155   | 665   | 558   | 117   | 166   | 34      | 3       | 36    | 314   | 120   | 18    | 5        | 0        | 4        | 94    | 15   | 8     | 147   | 14       | .297  | .404     | .563     | .966  |
| 2018년 | ARI    | 158   | 690   | 593   | 95    | 172   | 35      | 5       | 33    | 316   | 83    | 7     | 4        | 0        | 0        | 90    | 11   | 6     | 173   | 7        | .290  | .389     | .533     | .922  |
| 2019년 | STL    | 161   | 682   | 597   | 97    | 155   | 25      | 1       | 34    | 284   | 97    | 3     | 1        | 0        | 3        | 78    | 2    | 2     | 166   | 11       | .260  | .346     | .476     | .821  |
| 2020년 | STL    | 58    | 231   | 191   | 31    | 58    | 13      | 0       | 6     | 145   | 21    | 1     | 0        | 0        | 1        | 37    | 0    | 1     | 43    | 4        | .304  | .417     | .466     | .883  |
| 2021년 | STL    | 158   | 679   | 603   | 102   | 177   | 36      | 2       | 31    | 310   | 99    | 12    | 0        | 0        | 5        | 67    | 2    | 4     | 136   | 13       | .294  | .365     | .514     | .879  |
| 2022년 | STL    | 151   | 651   | 561   | 106   | 178   | 41      | 0       | 35    | 324   | 115   | 7     | 0        | 0        | 4        | 79    | 1    | 5     | 141   | 7        | .317  | .404     | .578     | .981  |
| 통산   | 12시즌 | 1620  | 6951  | 5927  | 1045  | 1750  | 382     | 22      | 315   | 3121  | 1042  | 147   | 33       | 0        | 50       | 916   | 108  | 44    | 1545  | 134      | .295  | .391     | .527     | .917  |

- 2022년 기준, 굵은 글씨는 시즌 최고 성적.